# Jhonny Ferreira
Jhonny Ferreira (Caracas, Venezuela; 5 de diciembre de 1977) es un entrenador de fútbol venezolano. Actualmente es el director deportivo del Monagas Sport Club de la Primera División de Venezuela.

## Trayectoria
Fue asistente de Ceferino Bencomo con el equipo Caracas FC desde el Torneo Apertura 2010 hasta mayo de 2013.

### Como entrenador
Debutó con el Carabobo FC desde el Torneo Apertura en 2013. Para la temporada 2014-2015 continua como entrenador del equipo. Renuncia como técnico del Carabobo FC en 2015.
Para el Torneo Clausura 2016 de la liga venezolana llega al Monagas Sport Club en mayo del 2016.

## Clubes y estadísticas

### Como entrenador
| Club | Temporada           | Div.                | Liga | Liga | Liga | Liga | Liga | Copa nacional | Copa nacional | Copa nacional | Copa nacional | Internacional | Internacional | Internacional | Internacional | Otras* | Otras* | Otras* | Otras* | Totales | Totales | Totales | Totales | Totales     | Totales | Totales | Totales |
| Club | Temporada           | Div.                | P.   | G.   | E.   | D.   | Pos. | P.            | G.            | E.            | D.            | P.            | G.            | E.            | D.            | P.     | G.     | E.     | D.     | P.      | G.      | E.      | D.      | % Victorias | G. F.   | G. C.   | D. G.   |
| --- | ------------------- | ------------------- | ---- | ---- | ---- | ---- | ---- | ------------- | ------------- | ------------- | ------------- | ------------- | ------------- | ------------- | ------------- | ------ | ------ | ------ | ------ | ------- | ------- | ------- | ------- | ----------- | ------- | ------- | ------- |
| Carabobo FC (Venezuela) | 2013/14             | 1.ª                 | 38   | 15   | 9    | 14   | 8º   | -             | -             | -             | -             | -             | -             | -             | -             | -      | -      | -      | -      | 38      | 15      | 9       | 14      | 47.36%      | 50      | 43      | +7      |
| Carabobo FC (Venezuela) | 2014/15             | 1.ª                 | 38   | 11   | 13   | 14   | 12º  | -             | -             | -             | -             | -             | -             | -             | -             | -      | -      | -      | -      | 38      | 11      | 13      | 14      | 40.35%      | 43      | 47      | -4      |
| Carabobo FC (Venezuela) | 2015 (Adecuación)   | 1.ª                 | 12   | 2    | 7    | 3    | 12º  | -             | -             | -             | -             | -             | -             | -             | -             | -      | -      | -      | -      | 12      | 2       | 7       | 3       | 36.11%      | 10      | 8       | +2      |
| Carabobo FC (Venezuela) | Total               | Total               | 88   | 28   | 29   | 31   |      | -             | -             | -             | -             | -             | -             | -             | -             | -      | -      | -      | -      | 88      | 28      | 29      | 31      | 42.8%       | 103     | 98      | +5      |
| Monagas SC (Venezuela) | 2016 (Clausura)     | 1.ª                 | 21   | 10   | 4    | 7    | 12.º | 6             | 4             | 1             | 1             | -             | -             | -             | -             | -      | -      | -      | -      | 27      | 14      | 5       | 8       | 58.02%      | 43      | 30      | +13     |
| Monagas SC (Venezuela) | 2017                | 1.ª                 | 46   | 20   | 14   | 12   | 6.º  | 4             | 2             | 1             | 1             | -             | -             | -             | -             | -      | -      | -      | -      | 50      | 22      | 15      | 13      | 54%         | 71      | 52      | +19     |
| Monagas SC (Venezuela) | 2018 (Apertura)     | 1.ª                 | 17   | 3    | 7    | 7    | 8.º  | -             | -             | -             | -             | 6             | 1             | 0             | 5             | -      | -      | -      | -      | 23      | 4       | 7       | 12      | 27.53%      | 23      | 33      | -10     |
| Monagas SC (Venezuela) | 2020                | 1.ª                 | 14   | 3    | 1    | 10   | 8.º  | -             | -             | -             | -             | -             | -             | -             | -             | -      | -      | -      | -      | 14      | 3       | 1       | 10      | 23.81%      | 15      | 24      | -9      |
| Monagas SC (Venezuela) | 2021                | 1.ª                 | 11   | 6    | 3    | 2    | 2.º  | -             | -             | -             | -             | -             | -             | -             | -             | -      | -      | -      | -      | 11      | 6       | 3       | 2       | 63.64%      | 22      | 10      | +12     |
| Monagas SC (Venezuela) | Total               | Total               | 109  | 42   | 29   | 38   |      | 10            | 6             | 2             | 2             | 6             | 1             | 0             | 5             | 0      | 0      | 0      | 0      | 125     | 49      | 31      | 45      | 47.47%      | 174     | 149     | +25     |
| Total en su carrera | Total en su carrera | Total en su carrera | 197  | 70   | 58   | 69   |      | 10            | 6             | 2             | 2             | 6             | 1             | 0             | 5             | 0      | 0      | 0      | 0      | 213     | 77      | 60      | 76      | 45.54%      | 277     | 247     | +30     |
| P.= Partidos; G. = Ganados; E. = Empatados; D. = Derrotas; Pos. = Posición; G. F. = Goles a favor; G. C. = Goles en contra; D. G. = Diferencia de goles * Incluye Actualizado hasta el 8 de julio de 2021. |                     |                     |      |      |      |      |      |               |               |               |               |               |               |               |               |        |        |        |        |         |         |         |         |             |         |         |         |

### Palmarés
| Título          | Club       | País      | Año  |
| --------------- | ---------- | --------- | ---- |
| Torneo Apertura | Monagas SC | Venezuela | 2017 |